# Neoscaptia albata
Neoscaptia albata är en fjärilsart som beskrevs av Jordan 1905. Neoscaptia albata ingår i släktet Neoscaptia och familjen björnspinnare. Inga underarter finns listade i Catalogue of Life.